# Kyōto Animation

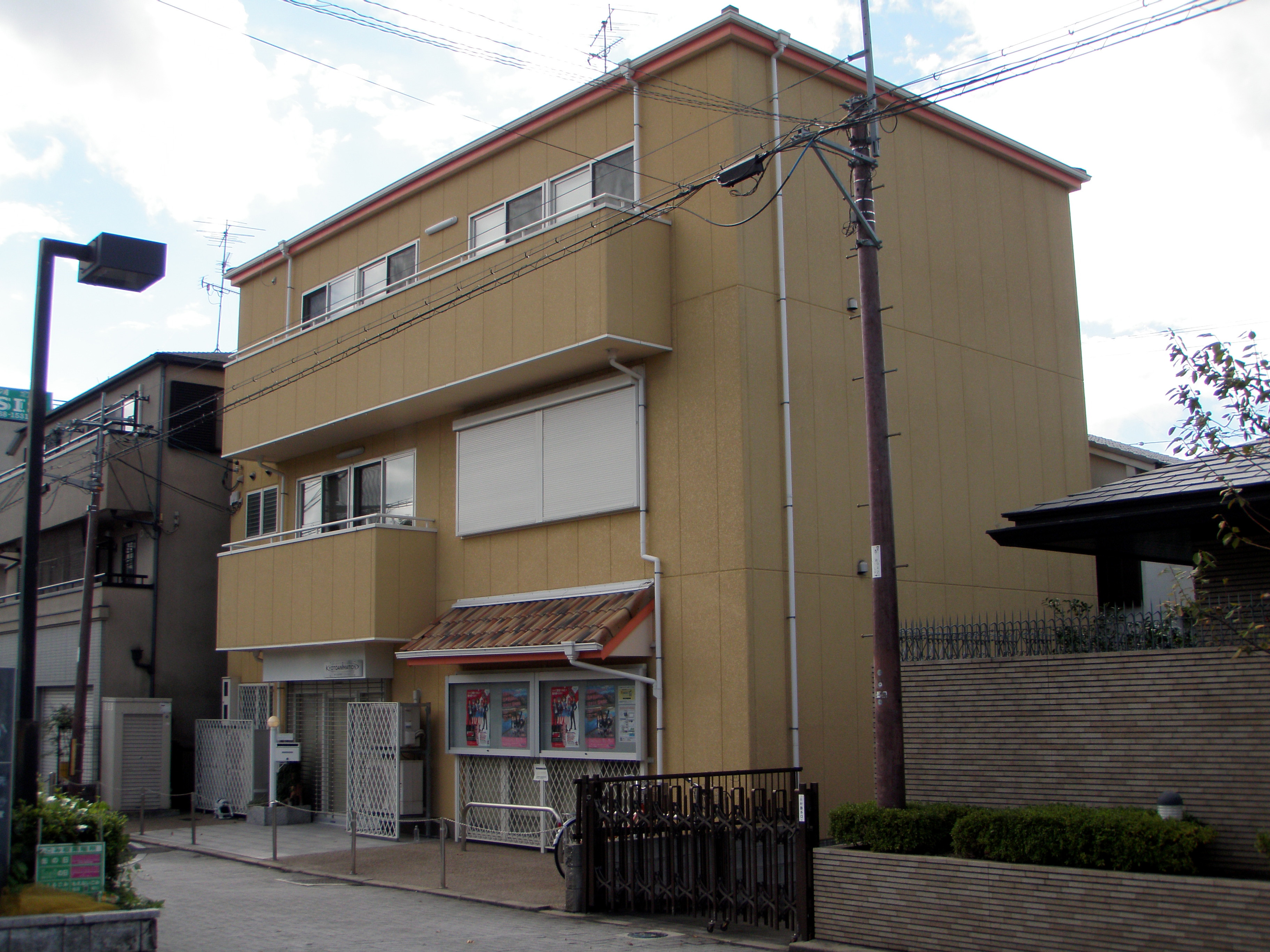
Hauptsitz

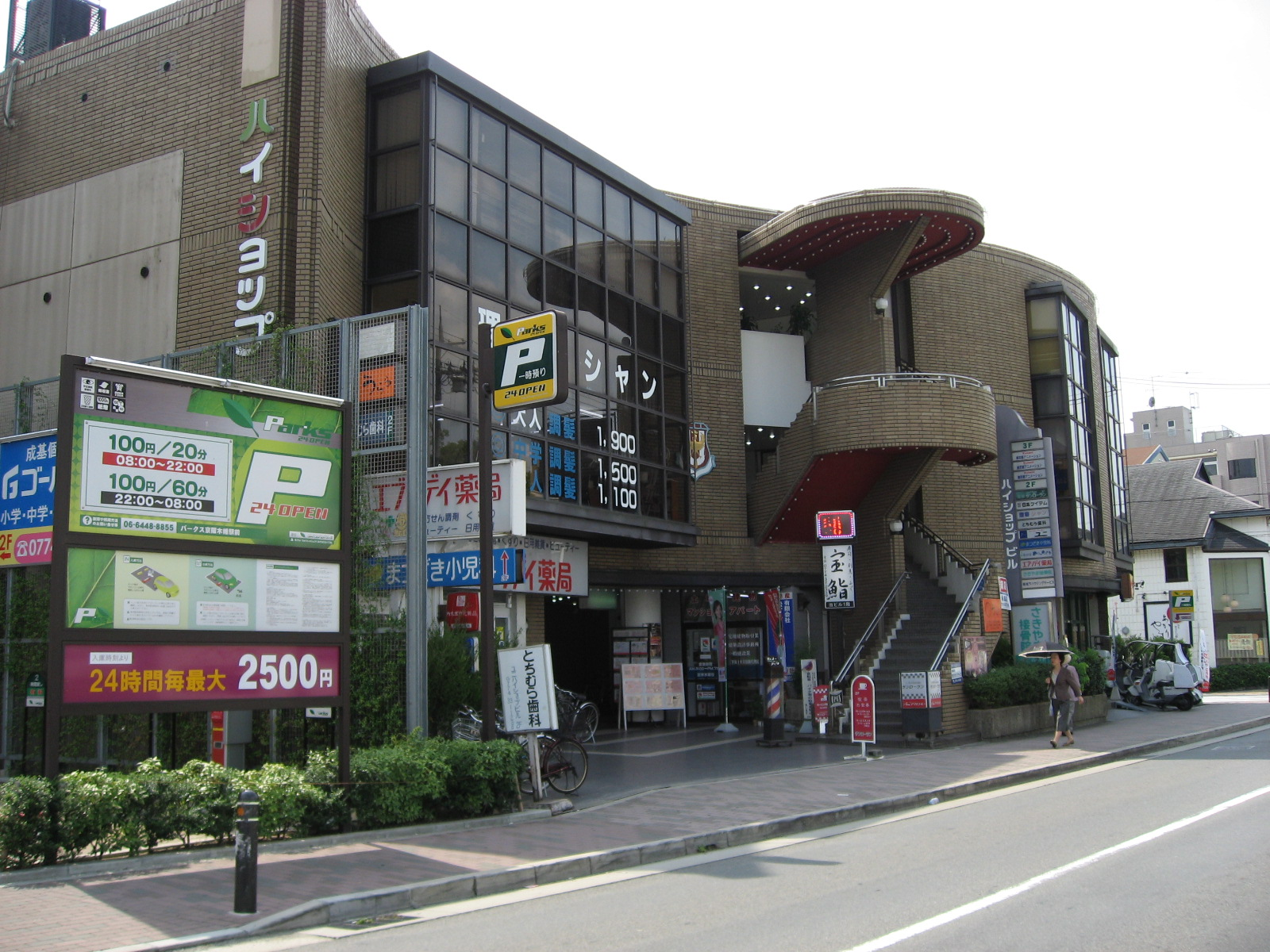
Studio 2

K.K. Kyōto Animation (jap. 株式会社京都アニメーション, Kabushiki-gaisha Kyōto Animēshon), häufig auch kurz KyōAni (京アニ) genannt, ist ein japanisches Animationsstudio.

## Geschichte
Das Studio wurde 1981 in Uji in der Präfektur Kyōto von Yōko Hatta (八田 陽子) gegründet, die zuvor Erfahrung in dem auf Colorierung spezialisierten Studio Mushi Production gesammelt hatte. Am 12. Juli 1985 wurde es als Unternehmen in der Rechtsform Yūgen-gaisha eingetragen. Im Jahr 1999 vollzog sich ein Wandel zur Kabushiki-gaisha (Aktiengesellschaft). Unter der Leitung des Ehemanns von Yōko Hatta, Hideaki Hatta (八田 英明), besitzt das Studio enge Beziehungen zu dem Produzenten Sunrise und ist selbst der Besitzer des Animationsstudios Animation Do.
Obwohl Kyōto Animation bereits 1981 gegründet wurde, produzierte das Studio bis Ende 2007 nur sieben eigene Anime-Serien und zwei OVA-Produktionen. Allerdings war das Studio an diversen anderen Produktionen beteiligt, von denen es hauptsächlich die anderen Studios in der Postproduktion entlastete. Dadurch war Kyōto Animation auch an der Produktion von Kiddy Grade oder Inu Yasha beteiligt.
2011 gründete das Kyōto Animation das Light-Novel-Imprint KA Esuma Bunko (KAエスマ文庫) und stieg in das Buchverlagsgeschäft ein. Beim Imprint erschienen Chūnibyō Demo Koi ga Shitai!, Kyōkai no Kanata, High Speed! (Free!) und Tsurune – Kazemai Kōkō Kyūdō-bu, die dann von Kyōto Animation auch als Anime adaptiert wurden.
Im Gegensatz zu vielen anderen Animestudios sind die Mitarbeiter Festangestellte mit einem festen Gehalt. Dies wird auch als Ursache für die vergleichsweise hohen Produktionswerte genannt, da es den Animatoren erlaubt, sich auf Qualität statt Quantität zu konzentrieren. Zudem stehen bei den Werken von Kyōto Animation eher die Figuren als Action im Vordergrund.

## Brandanschlag im Juli 2019

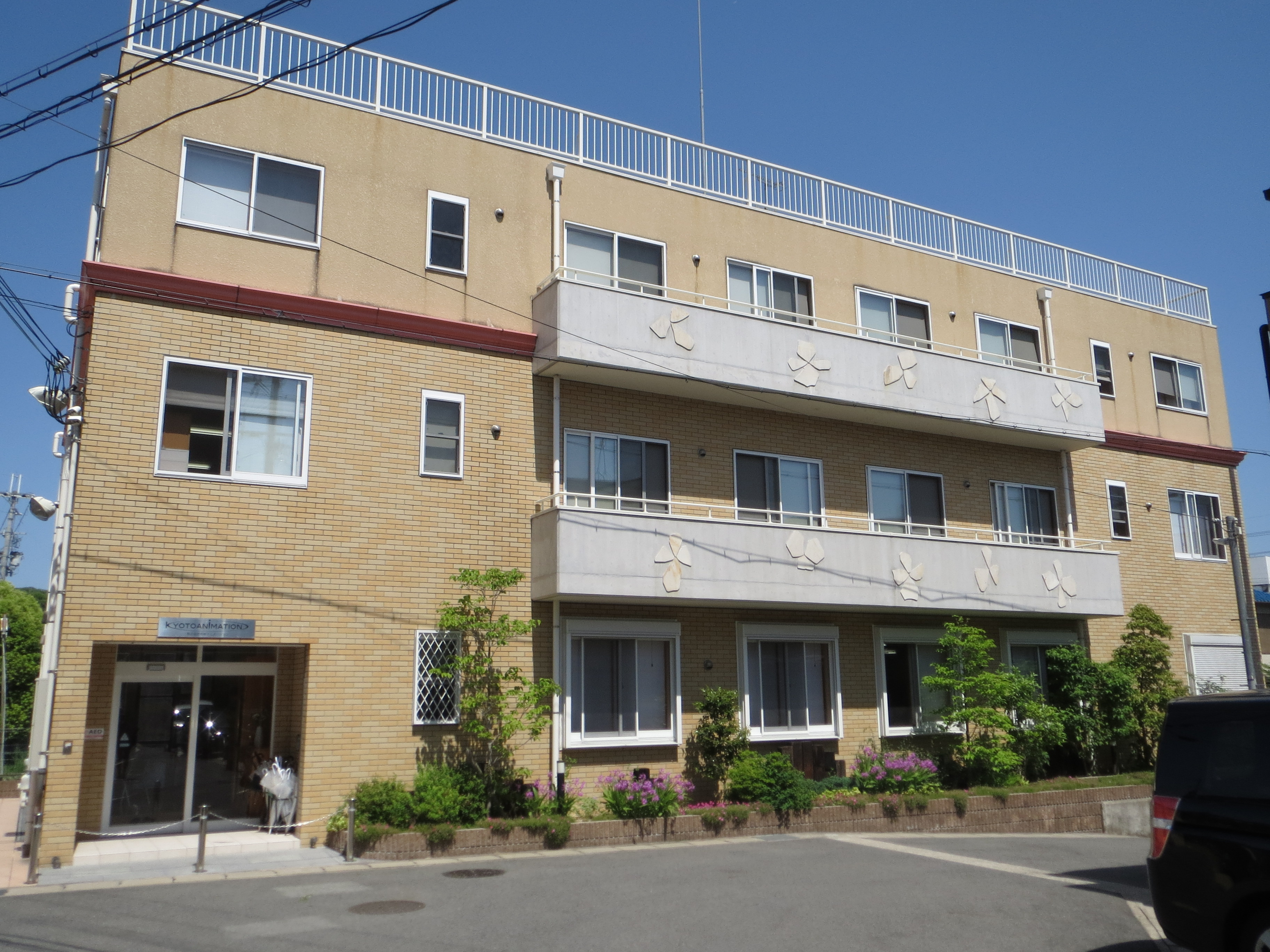
Studio 1 vor dem Brandanschlag

Am 18. Juli 2019 wurde von einem geständigen 41-jährigen Brandstifter ein Feuer im Studio 1 der Firma im südwestlichen Kyōto gelegt, bei dem 36 Personen getötet und 35 Personen verletzt wurden. Der Verdächtige selbst wurde ebenfalls verletzt und ins Krankenhaus eingeliefert. Laut Zeugenaussagen versprühte der Täter eine brennbare Flüssigkeit und legte anschließend im Eingangsbereich des Gebäudes das Feuer. Von den etwa 70 im Haus Anwesenden gelangten einige schnell nach draußen, andere konnten die oberen Stockwerke jedoch nicht rechtzeitig verlassen. Im Studio 1 wird die Hauptproduktionslinie von Kyōto Animation gefahren, das Büro und weitere Studiogebäude befinden sich getrennt davon an anderen Orten.

## Produktionen

### Filme
- 2010: Suzumiya Haruhi no Shōshitsu
- 2011: Eiga K-On!
- 2013: Takanashi Rikka Kai – Gekijōban Chūnibyō Demo Koi ga Shitai!
- 2015: Gekijōban Kyōkai no Kanata – I’ll Be Here
- 2016: A Silent Voice
- 2016: Gekijōban Hibike! Euphonium – Kitauji Kōkō Suisōgaku-bu e Yōkoso
- 2017: Free! – Take Your Marks
- 2017: Gekijōban Hibike! Euphonium – Todoketai Melody
- 2018: Liz und ein Blauer Vogel
- 2018: Love, Chunibyo & Other Delusions! – Take On Me
- 2019: Gekijōban Hibike! Euphonium – Chikai no Finale
- 2019: Violet Evergarden Gaiden : Eien to Jidō Shuki Ningyō
- 2020: Violet Evergarden : the Movie

### Fernsehserien
- 2003: Full Metal Panic? Fumoffu
- 2004: Air
- 2005: Full Metal Panic! The Second Raid
- 2006: Kanon
- 2006: Die Melancholie der Haruhi Suzumiya
- 2007: Clannad
- 2007: Lucky Star
- 2008: Clannad After Story
- 2009: K-On!
- 2009: Sora o Miageru Shōjo no Hitomi ni Utsuru Sekai
- 2010: K-On!!
- 2011: Nichijou
- 2012: Hyōka
- 2012: Love, Chunibyo & Other Delusions!
- 2013: Beyond the Boundary – Kyoukai no Kanata
- 2013: Free!
- 2013: Tamako Market
- 2014: Amagi Brilliant Park
- 2014: Free! – Eternal Summer
- 2014: Love, Chunibyo & Other Delusions! -Heart Throb-
- 2015: Sound! Euphonium
- 2016: Musaigen no Phantom World
- 2016: Sound! Euphonium 2
- 2017: Miss Kobayashi’s Dragon Maid
- 2018: Free! – Dive to the Future
- 2018: Tsurune – Kazemai Kōkō Kyūdō-bu
- 2018: Violet Evergarden

### Weitere Anime-Produktionen
- 2003: Munto (OVA)
- 2004: Munto: Toki no Kabe o Koete (OVA)
- 2005: Air in Summer (Special)
- 2006: Full Metal Panic! The Second Raid Tokubetsu-hen OVA: Wari to Hima na Sentaichō no Ichinichi (OVA)
- 2009: Clannad – After Story: Mō Hitotsu no Sekai Kyō-hen (OVA)
- 2009: Nyorōn Churuya-san (Web-Anime)
- 2009: Suzumiya Haruhi-chan no Yūutsu (Web-Anime)